# 尤寧縣 (俄勒岡州)
尤寧縣是美國俄勒岡州東北部的一個縣。面積5,280平方公里。根據美國2000年人口普查，共有人口24,530人。縣治拉格蘭德（La Grande）。
成立於1864年10月14日，縣名指的是南北戰爭中的北方（中經尤寧）。